# Körösszegapáti
Körösszegapáti (rumänisch Apateu) ist eine  ungarische Gemeinde im Kreis Berettyóújfalu im Komitat Hajdú-Bihar. Zur Gemeinde gehört der nordwestlich gelegene Ortsteil Körmösdpuszta. Durch das Gemeindegebiet fließt die Sebes-Körös (Schnelle Kreisch).

## Geografie
Körösszegapáti liegt 22 Kilometer südöstlich der Kreisstadt Berettyóújfalu und grenzt an das Komitat Békés, an den rumänischen Kreis Bihor sowie an folgende Gemeinden:
| Mezősas                   | Told                                        | Berekböszörmény |
|                           | Kompassrose, die auf Nachbargemeinden zeigt | Toboliu (RO-BH) |
| Körösszakál Magyarhomorog | Körösnagyharsány (BE)                       |                 |

## Geschichte
Erste schriftliche Erwähnung 1219 im Váradi Regestrum (lateinisch: Regestrum Varadiense), Varadinum und Várad sind ältere Namen von Oradea.

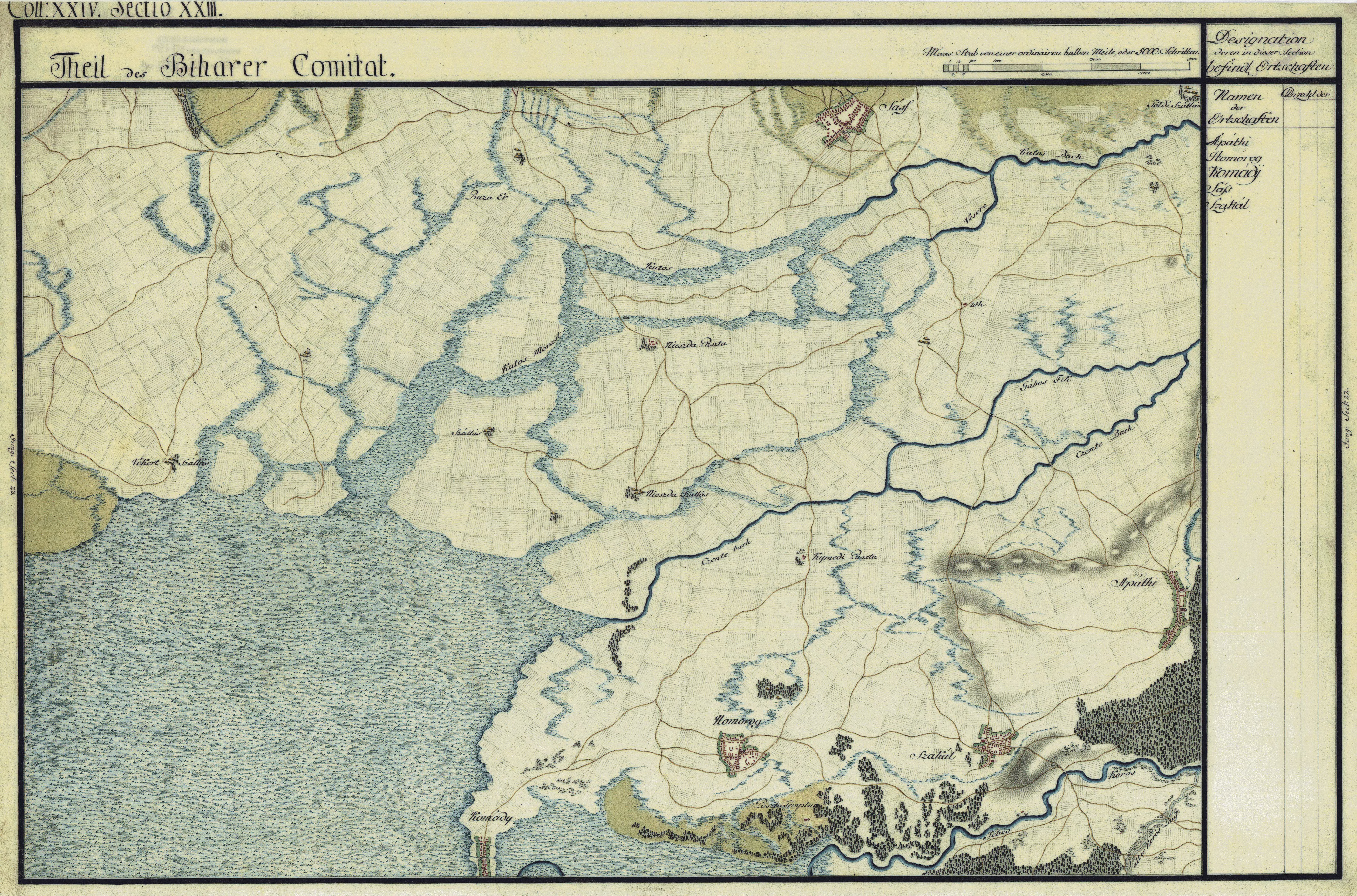
Apathi (rechts Mitte) um 1782 (Aufnahmeblatt der Josephinischen Landesaufnahme)
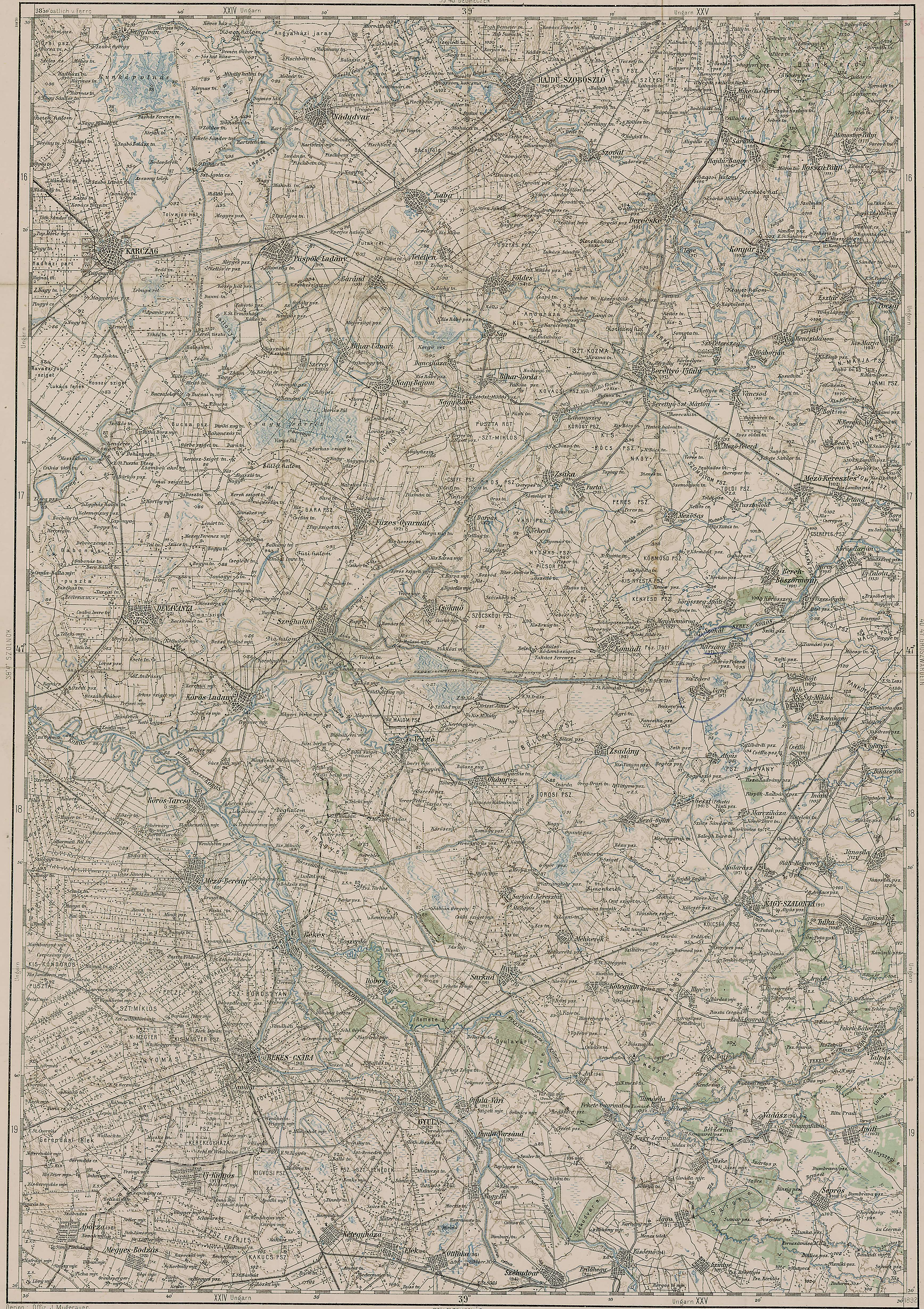
Körösszeg-Apáti (N 47° 3'; O 39° 18') um 1892 (Aufnahmeblatt der Franzisco-Josephinischen Landesaufnahme)

## Sehenswürdigkeiten
- Andrei-Șaguna-Denkmal, erschaffen von Traian Țamuris
- Mihai-Eminescu-Büste, erschaffen von Ilarion Voinea
- Reformierte Kirche, erbaut 1791 im barocken Stil
- Rumänisch-orthodoxe Kirche Szent Miklós, erbaut um 1800

## Verkehr
In Körösszegapáti  treffen die Landstraßen Nr. 4215 und Nr. 4217 aufeinander. Es bestehen Busverbindungen nach Berettyóújfalu, Komádi und Biharkeresztes, wo sich der nächstgelegene Bahnhof befindet.